# アルベルト・エレーデ
アルベルト・エレーデ（イタリア語: Alberto Erede, 1908年11月8日 - 2001年4月12日）はイタリアの指揮者。オペラ指揮者として知られ、歌手に対して注意を払い細部まで行き届いた指揮を行うことで定評があった。

## 経歴
ジェノヴァに生まれ、ミラノ音楽院で作曲、ピアノ、チェロを学んだ後、バーゼル音楽院でフェリックス・ワインガルトナーに指揮法を師事した。
ドレスデン国立歌劇場でフリッツ・ブッシュの下でアシスタントを務めた後、1930年に、ローマのサンタ・チェチーリア国立アカデミアのコンサートを指揮してデビューを飾った。
1934年にはフリッツ・ブッシュが音楽監督をつとめるグラインドボーン音楽祭のシーズン開幕を指揮し、1939年まで指揮者として登場した。
1935年にはトリノのレージョ劇場でワーグナーの《ニーベルングの指環》を指揮して成功を収める。同年にはザルツブルク音楽祭にも出演した。
1939年には、アメリカのNBC交響楽団を指揮してアメリカ・デビューを飾っている。同年にはジャン・カルロ・メノッティのオペラ『老婆と泥棒』の初演を指揮した。
第二次世界大戦中はイタリアに戻る。
戦後は本国イタリアでは1945年から1946年までトリノ・イタリア放送交響楽団の首席指揮者を務めながら、米国のメトロポリタン歌劇場でも活躍。イタリア・オペラを中心的なレパートリーとしつつ、モーツァルト、グルック、ストラヴィンスキーなどのオペラの指揮を手がける。1952年には同歌劇場におけるキルステン・フラグスタートの最後の公演となったグルックの『アルチェステ』を指揮したほか、1975年までに281回の公演を指揮したとされる。
1952年以降はウィーン国立歌劇場の常連指揮者となり、イタリア・オペラとモーツァルトを中心的に指揮する。
1953年には英国のロイヤル・オペラ・ハウスで、マリア・カラスとジュリエッタ・シミオナートの出演によるジュゼッペ・ヴェルディの『イル・トロヴァトーレ』を指揮。以降1960年代まで同歌劇場においてイタリア・オペラの指揮者として定期的に活躍する。
1956年からライン・ドイツ・オペラに出演し、1958年から1962年まで同歌劇場の音楽監督を務めた。この時期にエレーデの助手を務めていたのがカルロス・クライバーであった。クライバーはエレーデによって多くの教えを得たとして尊敬の念を告白している。
またエーテボリ交響楽団の指揮者も務めた。
1950年代から60年代にかけてデッカ・レコードを中心に、イタリア・オペラ全曲録音の指揮を数多く担当する。レナータ・テバルディ、マリオ・デル・モナコ、ジュリエッタ・シミオナート、チェーザレ・シエピといった歴史的名歌手の全盛期の歌声を卓越した指揮によって支え、オペラ・スタジオ録音の名盤を多数残した。
一方で師であるアルトゥーロ・トスカニーニから宗教上の意見の違いで絶縁を迫られ、これによりイタリア・オペラの名門、ミラノ・スカラ座の指揮台に立つ機会が制限された。
1959年にはNHK主催の「第2回NHKイタリア歌劇団」で来日。ヴェルディ作曲の『オテロ』を指揮し、当時の技術的には未熟だったNHK交響楽団から燃え上がるような演奏を引き出したことで日本の聴衆と音楽評論家を驚かせた。この公演は不世出のオテロ歌いと呼ばれたマリオ・デル・モナコと、バリトン歌手ティト・ゴッビの共演によって話題となった。デル・モナコとゴッビは所属レコード会社が異なるためにスタジオ録音の機会がなかったことから、エレーデの指揮によるこの公演の実況録音は貴重な歴史的史料として高く評価されている。この来日では他にもガエターノ・ドニゼッティ『愛の妙薬』（フェルッチョ・タリアヴィーニ主演）と、ヴェルディ『椿姫』（ガブリエラ・トゥッチ主演）を指揮している。
1968年にはバイロイト音楽祭においてリヒャルト・ワーグナーの『ローエングリン』を指揮。イタリア人指揮者としてはアルトゥーロ・トスカニーニ、ヴィクトル・デ・サバタに次ぐ、この音楽祭で指揮をした3人目となった。
1976年、ヴァイオリン奏者コンクールのパガニーニ国際コンクールにおける審査委員長に就任。文化評議員ラッツァーロ・マリア・デ・ベルナルディスと協力してコンクールの発展に貢献した。
1988年にはローマ歌劇場の音楽監督に就任し、レナート・ブルゾン主演によるヴェルディ『シモン・ボッカネグラ』を指揮した。
2001年にモンテカルロの自宅で死去。

## 主なディスコグラフィ
- 『蝶々夫人』プッチーニ作曲

レナータ・テバルディ、ジュゼッペ・カンポーラ、ネル・ランキン、ジョヴァンニ・インギレーリ（デッカ、1951年）
- 『トスカ』プッチーニ作曲

レナータ・テバルディ、ジュゼッペ・カンポーラ、エンツォ・マスケリーニ、フェルナンド・コレナ（デッカ、1952年）
- 『道化師』レオンカヴァッロ作曲

マリオ・デル・モナコ、クララ・ペトレッラ、アフロ・ポーリ、アルド・プロッティ（デッカ、1953年）
- 『ラ・ボエーム』プッチーニ作曲

レナータ・テバルディ、ジャチント・プランデッリ、ヒルデ・ギューデン、フェルナンド・コレナ（デッカ、1953年）
- 『アイーダ』ヴェルディ作曲

レナータ・テバルディ、マリオ・デル・モナコ、エベ・スティニャーニ、アルド・プロッティ（デッカ、1954年）
- 『リゴレット』ヴェルディ作曲

アルド・プロッティ、マリオ・デル・モナコ、ヒルデ・ギューデン、ジュリエッタ・シミオナート（デッカ、1954年）
- 『オテロ』ヴェルディ作曲

マリオ・デル・モナコ、レナータ・テバルディ、アルド・プロッティ、ピエロ・デ・パルマ（デッカ、1955年）
- 『トゥーランドット』プッチーニ作曲

マリオ・デル・モナコ、レナータ・テバルディ、インゲ・ボルク、フェルナンド・コレナ（デッカ、1955年）
- 『ラ・ファヴォリータ』ドニゼッティ作曲

ジュリエッタ・シミオナート、ジェローム・ハインズ、ジャンニ・ポッジ、エットレ・バスティアニー二（デッカ、1955年）
- 『イル・トロヴァトーレ』ヴェルディ作曲

マリオ・デル・モナコ、レナータ・テバルディ、ジュリエッタ・シミオナート、ウーゴ・サヴァレーゼ（デッカ、1956年）
- 『セヴィリアの理髪師』ロッシーニ作曲

チェーザレ・シエピ、ジュリエッタ・シミオナート、フェルナンド・コレナ（デッカ、1956年）
- 『カヴァレリア・ルスティカーナ』マスカーニ作曲

レナータ・テバルディ、ユッシ・ビョルリング、エットレ・バスティアニー二（デッカ、1958年）